# 4251 Kavasch
4251 Kavasch је астероид главног астероидног појаса чија средња удаљеност од Сунца износи 2,402 астрономских јединица (АЈ).
Апсолутна магнитуда астероида је 13,9.